# Parma

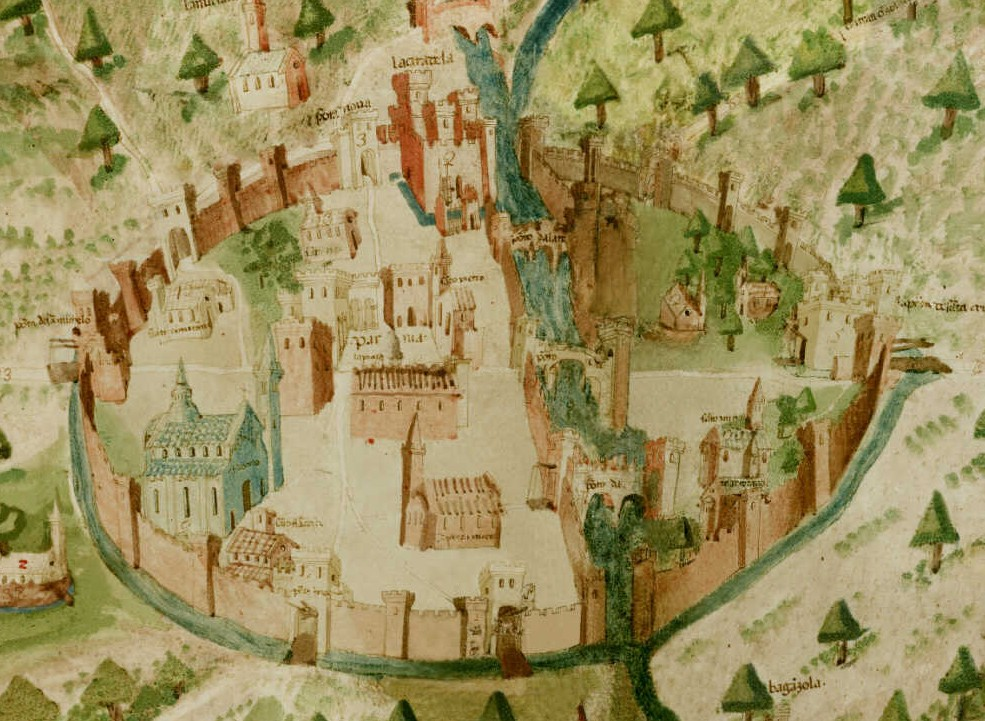
Parma v 15. st.

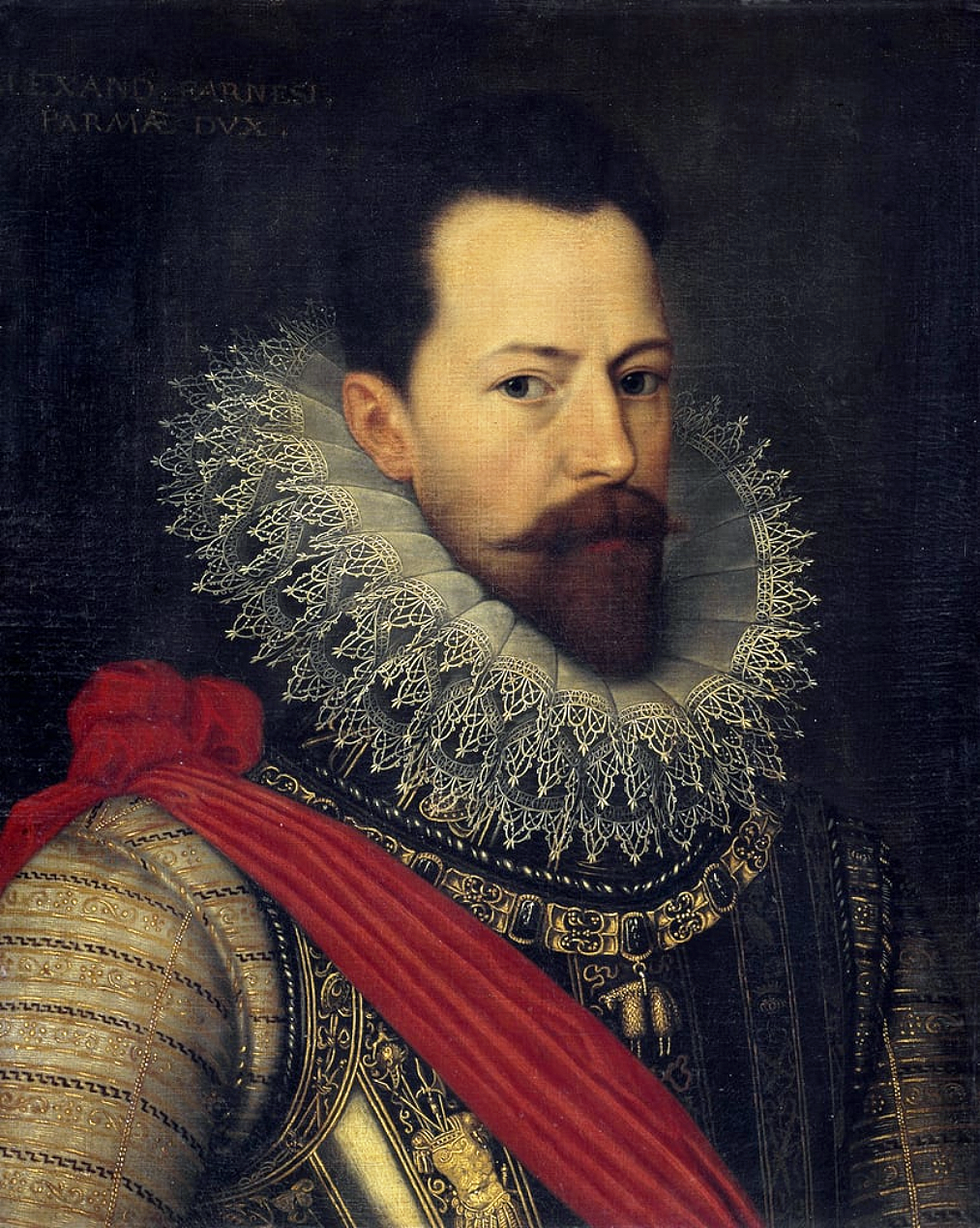
Alessandro Farnese

Parma je italské město v kraji Emilia-Romagna, hlavní město stejnojmenné provincie. Leží mezi Apeninami a Pádskou nížinou. Parma je rozdělena na dvě poloviny řekou Parma, přítokem Pádu.
Před sjednocením Itálie byla Parma po několik staletí metropolí Parmského vévodství, dnes je sídlem Evropské agentury pro bezpečnost potravin (EFSA).
Město je známé svými památkami, univerzitou a pochází odtud slavná parmská šunka a parmezánský sýr.

## Historie
Místo bylo osídleno od pravěku, osada zde byla už v době bronzové a rozšířili ji Etruskové. Slovo parma znamenalo kruhový vojenský štít, který i s názvem převzali pro svou armádu Římané.
Roku 184 př. n. l. založil na pravém břehu řeky Parmy římský konzul Marcis Aemilius Lepidus město nazvané na počest císaře Colonia Iulia Augusta Parmensis. Mělo statut římské kolonie se dvěma tisíci rodin, vzniklo zhruba současně s Modenou. Městem procházela trasa cesty Via Aemilia, přídomek Julia bývá někdy spojován až s vládou Julia Caesara. Fórum bylo na místě dnešní Piazza Garibaldi.
Město v období stěhování národů několikrát zpustošili germánští dobyvatelé, Frankové, Góti, až je ovládli Langobardi. Již v raném středověku město nabylo na významu komunikačního a obchodního uzlu na Via Francigena, hlavní cestě z Říma do Francie a Střední Evropy. Vládli zde parmští biskupové, v době zápasů o investituru mezi císařem a papežem získalo ve 12. století samosprávu a stálo častěji na císařské straně. Boje mezi guelfy a ghibeliny však probíhaly i mezi městskými rody. Roku 1248 je obléhal císař Fridrich II. Štaufský, byl však poražen. Od roku 1341 město ovládli milánští vévodové, roku 1500 Francouzi a v letech 1520–1545 patřilo k papežskému státu. Roku 1545 je papež Pavel III. z rodu Farnese oddělil od milánského vévodství a předal je svému levobočkovi Pieru Luigi Farnese (1503–1547) jako samostatné vévodství; po jeho brzkém zavraždění následoval jeho dědic Ottavio Farnese (1524–1586). Hospodářský a stavební rozkvět dovršil třetí vévoda Alessandro Farnese (1545–1592), který byl jako velitel císařské armády Habsburků přezdíván „Il Gran Capitano“. Po smrti posledního mužského potomka rodu roku 1731 připadlo město prostřednictvím manželky španělského krále Filipa V. Alžběty Farnese španělským Bourbonům.
Po Cášském míru z roku 1748 se město dostalo pod francouzský vliv a za osvíceného ministra Tillota zažilo období modernizace a rozkvětu po celou éru období osvícenství. Sňatkem španělského královského syna Ferdinanda z rodu Bourbonů s prostopášnou rakouskou princeznou Marií Amálií (1740–1804) se k vládě dostali také Habsburkové. Byla založena knihovna, galerie, archeologické muzeum a tiskárna, kterou v letech 1768–1813 vedl typograf Giambattista Bodoni.
Po napoleonských válkách a abdikaci Napoleona Bonaparte roku 1814 se město stalo sídlem francouzské excísařovny Marie Luisy Habsburské, nyní vévodkyně z Parmy, Piacenzy a Guastally. Dala si adaptovat Palazzo ducale s francouzskou zahradou na levém břehu řeky a provdala se postupně za hraběte Adama Alberta Neipperga, s nímž vychovala čtyři jeho syny a tři svoje děti. Po Neippergově smrti v roce 1829 se stále ještě šarmantní, společenská a hudbymilovná vévodkyně brzy provdala za hraběte Charlese René z Bombelles (1785–1856), nejvyššího hofmistra Rakouské říše v Parmě.
Po osvobozeneckých bojích roku 1860 se Parma stala součástí sjednocené Itálie. Tím silně ztratila na samostatnosti i na významu. Průmyslu k rozvoji pomohlo připojení na severo-jižní železnici v roce 1859.
Za první světové války Parma trpěla ztráty především ztráty v armádě, více než na civilistech či památkách. Také za druhé světové války v roce 1944 byla Parma několikrát bombardována, což poškodilo mj. řadu historických památek v centru města, pobořen byla například Dantův dům.

## Město a pamětihodnosti

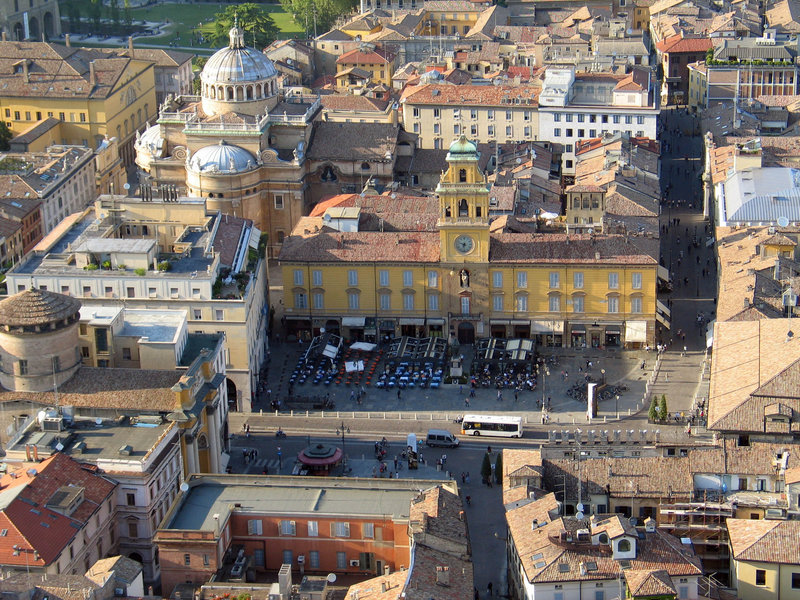
Piazza Garibaldi: v čele Palazzo del Governatore s věžičkou, vlevo vzadu S. Maria della Steccata

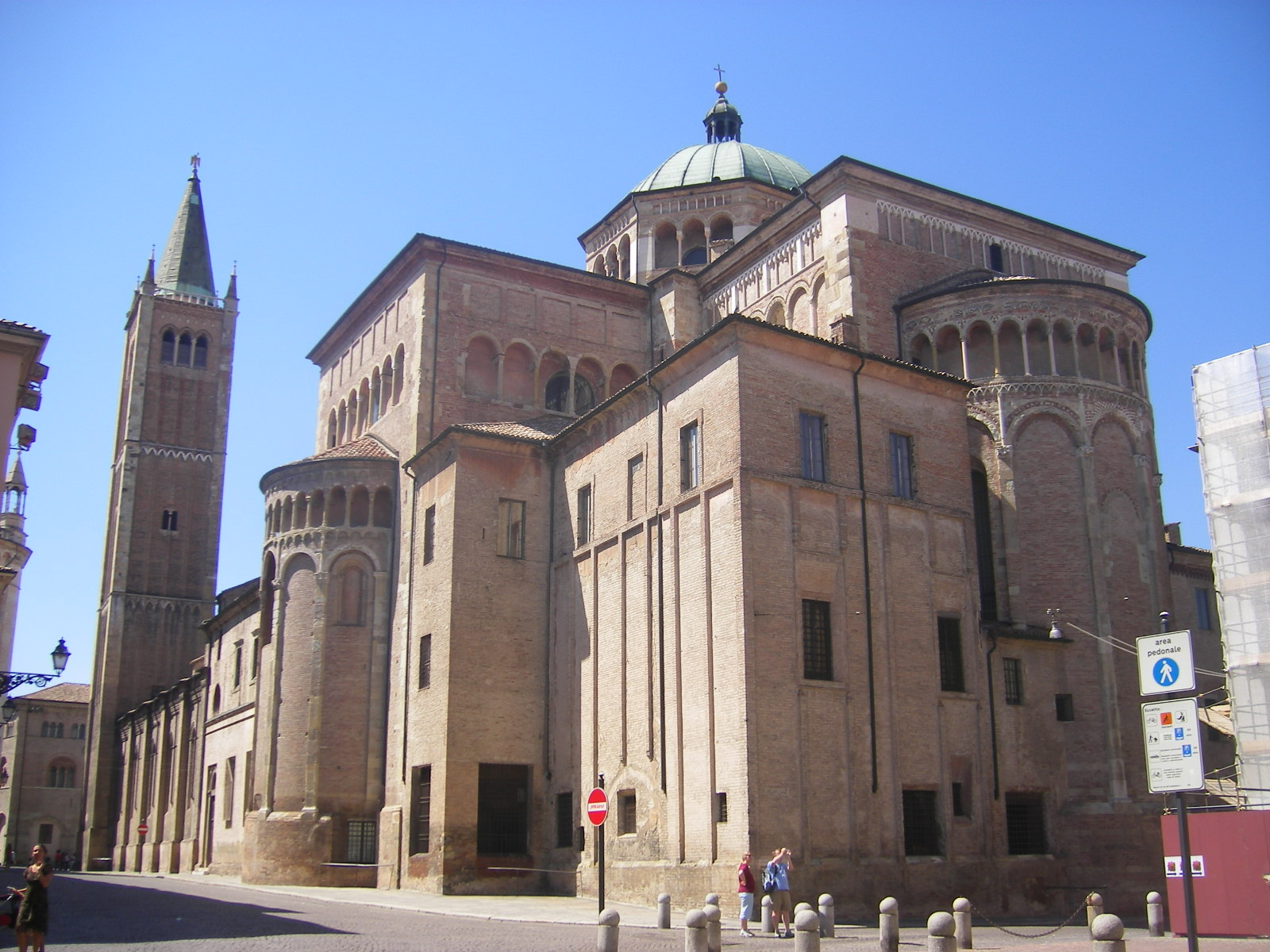
Katedrála od JV

Střed města leží na Piazza Garibaldi. V severní části náměstí stojí místodržitelský palác Palazzo del Governatore ze 13. st., v jihovýchodní části pak radnice Palazzo del Comune. Severovýchodně vychází z náměstí rušná pěší zóna s restauracemi a obchody Strada Cavour, do které po dvou stovkách metrů ústí Strada Duomo, která směřuje na Piazza Duomo. Zde se nachází dóm, trojlodní románská bazilika z 12. století s vysokou hranolovou kampanilou (zvonicí), a naproti dómu stojí biskupský palác, Palazzo Vescovado ze 13. století, Naproti v jižní části náměstí stojí osmiboké románsko-gotické baptisterium z první poloviny 13. století, se sochařskou výzdobou Benedetta Antelami, připomínaného do roku 1200.
Východně za dómem je umístěn klášter benediktinů s renesančním kostelem sv. Jana Evangelisty (San Giovanni Evangelista) s barokním průčelím, zvonicí a ambitem ze 16. až 17. století.
Západně od Piazza Duomo leží náměstí Piazzale Marconi s menším parkem. Zde se nachází obrovská cihelná stavba paláce Palazzo della Pilota vystavěná v letech 1583–1622. V budově sídlí několik institucí: knihovna Biblioteca Palatina, rekonstruované divadlo Teatro Farnese se stupňovitým dřevěným hledištěm, Národní archeologické muzeum, a především Galleria Nazionale s obrazy emilianské, toskánské a benátské malířské školy od 14. do 16. století. Jižně od náměstí, na Strada G. Garibaldi propojující hlavní parmské nádraží s hlavním náměstím Piazza Garibaldi, najdeme gotický trojlodní chrám s kupolí Santa Maria della Steccata z první poloviny 16. století s hrobkou .
Most Ponte Verdi přes řeku Parmu vede do krásného městského parku Parco Ducale. V jeho severovýchodní části se nachází rozlehlá palácová stavba Palazzo Ducale del Giardino z druhé poloviny 16. století, adaptovaná uvnitř pro Marii Luisu ve stylu empíru.

### Kostely
- Katedrála Nanebevzetí P. Marie, zvaná Santa Maria Assunta z let 1059–1178 je trojlodní románská bazilika s příčnou lodí a s hranolovou gotickou věží v průčelí z let 1284–1294. Po stranách vchodu je dvojice mramorových soch ležících lvů od Benedetta Antelami († 1200). Vnitřek je neobyčejně bohatě vyzdoben, od románských plastik přes renesanční iluzivní fresky Antonia da Correggio v kupoli, až po barokní obrazy.
- Věž osmibokého románského baptisteria (křestní kaple) z konce 12. století je dílem sochaře a kameníka Benedetta Antelamiho, který vytvořil dvojice soch proroků či světců ve výklenkách stěn a projektoval i hlavní průčelí dómu. Baptisterium má na osmibokém půdorysu zvenčí pět galerií (výklenků) se třemi vchody, na jejichž portálech jsou tympanony s reiéfními výjevy: trůnící Panny Marie s Ježíškem, Poslední soud a Rodokmen Kristův. Uvnitř je baptisterium zaklenuto osmidílnou kupolí se žebry, a je vyzdobena christologickým freskami ze 14. století. Bohatá plastická výzdoba zahrnuje mj. fresky z cyklu 12 měsíců, nebo christologický cyklus, datované od 13. do 17. století.
- Benediktinský opatský kostel sv. Jana Evangelisty je trojlodní bazilika z let 1498–1510, stojící na místě staršího kostela. Má manýristické průčelí z roku 1604 a v apsidě je vyzdoben Correggiovými freskami z roku 1522.
- Zrušený gotický kostel San Francesco del Prato z 13. století sloužil později jako věznice.
- Renesanční kostel S. Maria della Steccata z let 1520–1539 na půdorysu řeckého kříže s kupolí a bohatou freskovou výzdobou od Antonia da Correggio v apsidě. V první kapli po pravé straně od vchodu je figurální hrobka hraběte Adama Alberta Neipperga z carrarského mramoru.

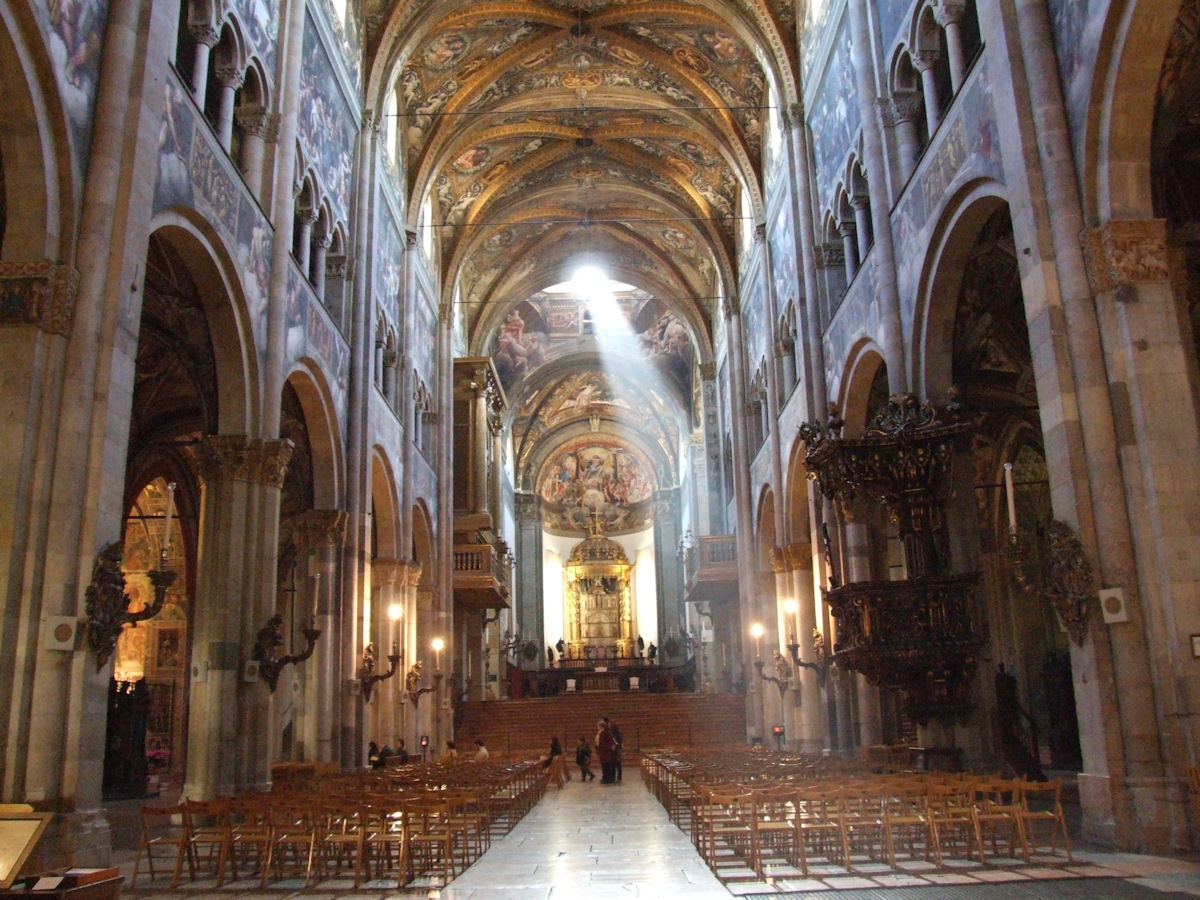
Katedrála, vnitřek
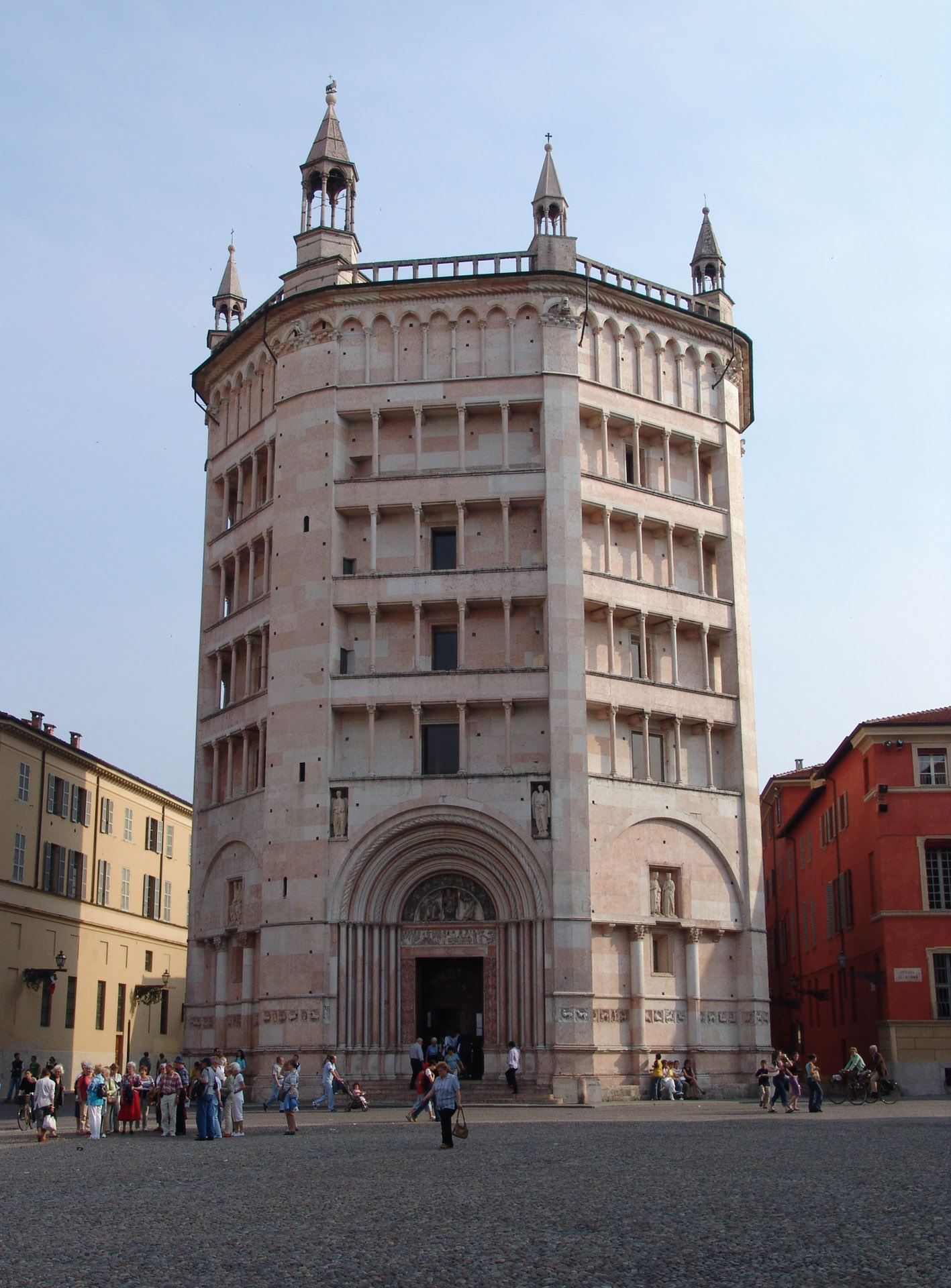
Baptisterium
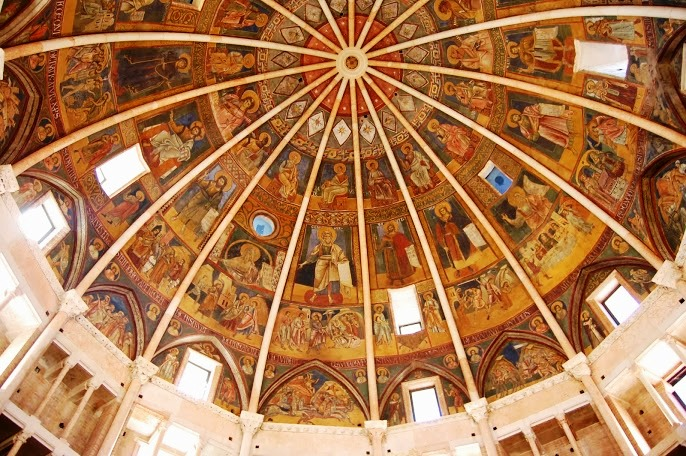
Baptisterium, fresky na klenbě
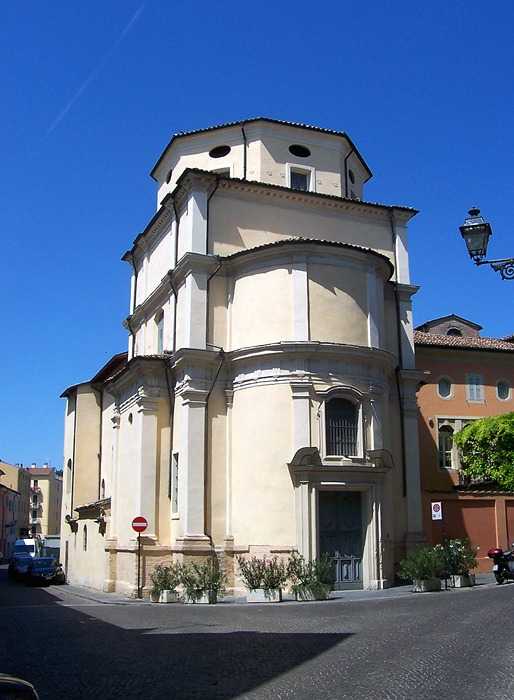
Kostel S. Maria delle Grazie
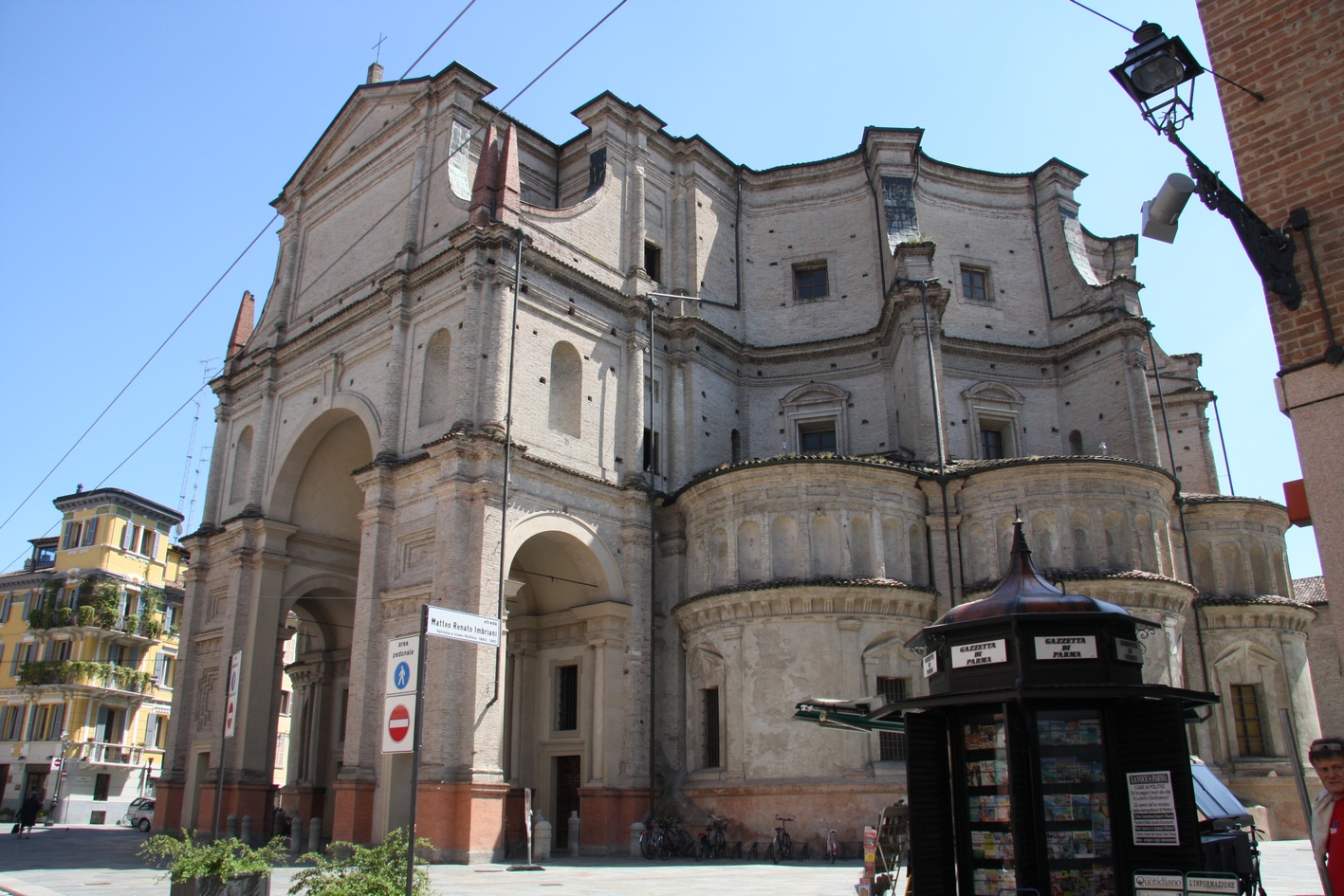
Kostel Zvěstování P. Marie (Annunciata)
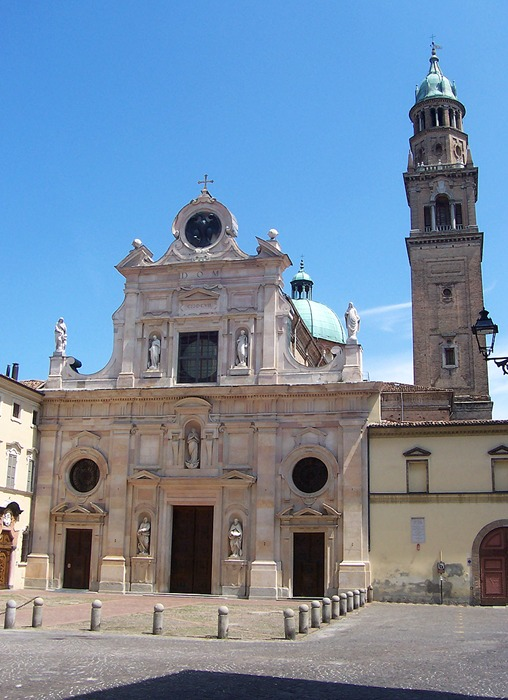
San Giovanni Evangelista
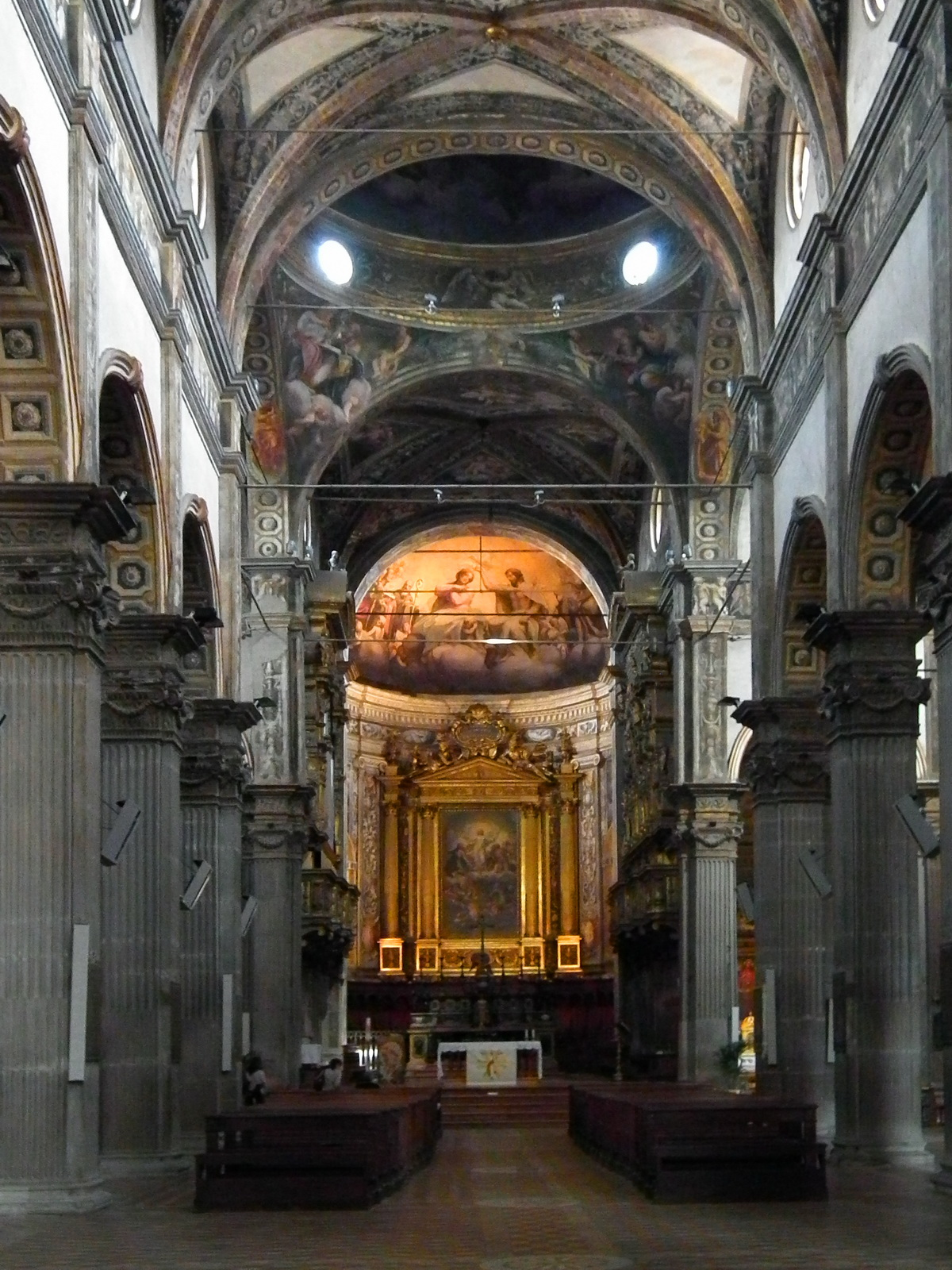
San Giovanni Evangelista, vnitřek

### Paláce
- Vévodský palác (Palazzo ducale) z 2. poloviny 16. století s freskami a francouzským parkem z roku 1748
- Palazzo della Pilotta – původně míčovna, dále rozsáhlá stavba renesančního paláce se zahradou z roku 1583, dnes sídlo galerie a dvou muzeí, včetně barokního Farneského divadla (rekonstruovaného po 2. světové válce).
- Palazzo del Governatore – Palác guvernéra ze 13. století
- Palazzo vescovale – Biskupský palác z roku 1055, dodnes slouží biskupské kurii
- Palazzo Comune – Stará radnice z roku 1627
- Camera di San Paolo – Corregiovy fresky

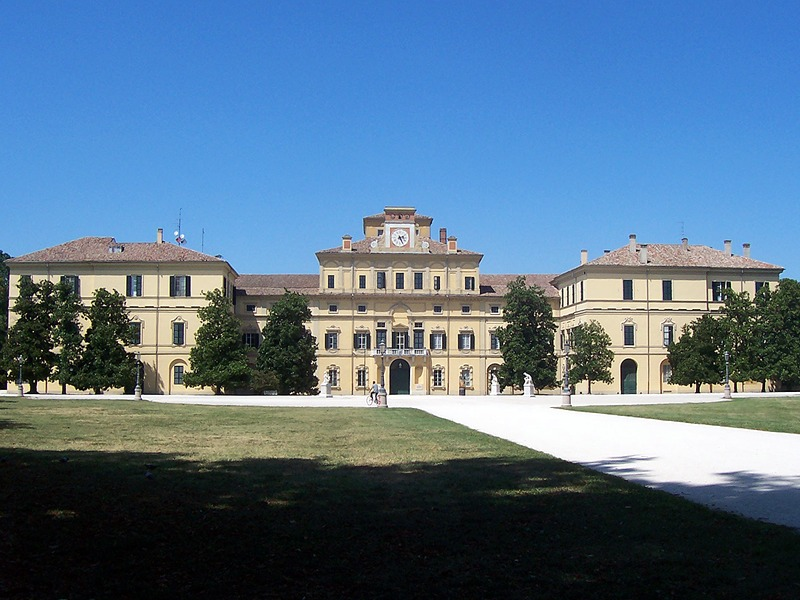
Vévodský palác
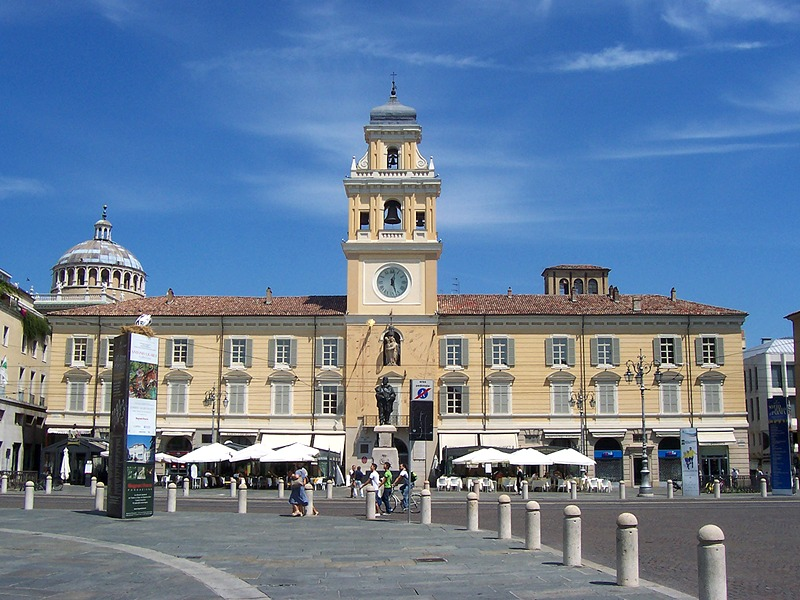
Palazzo del Governatore
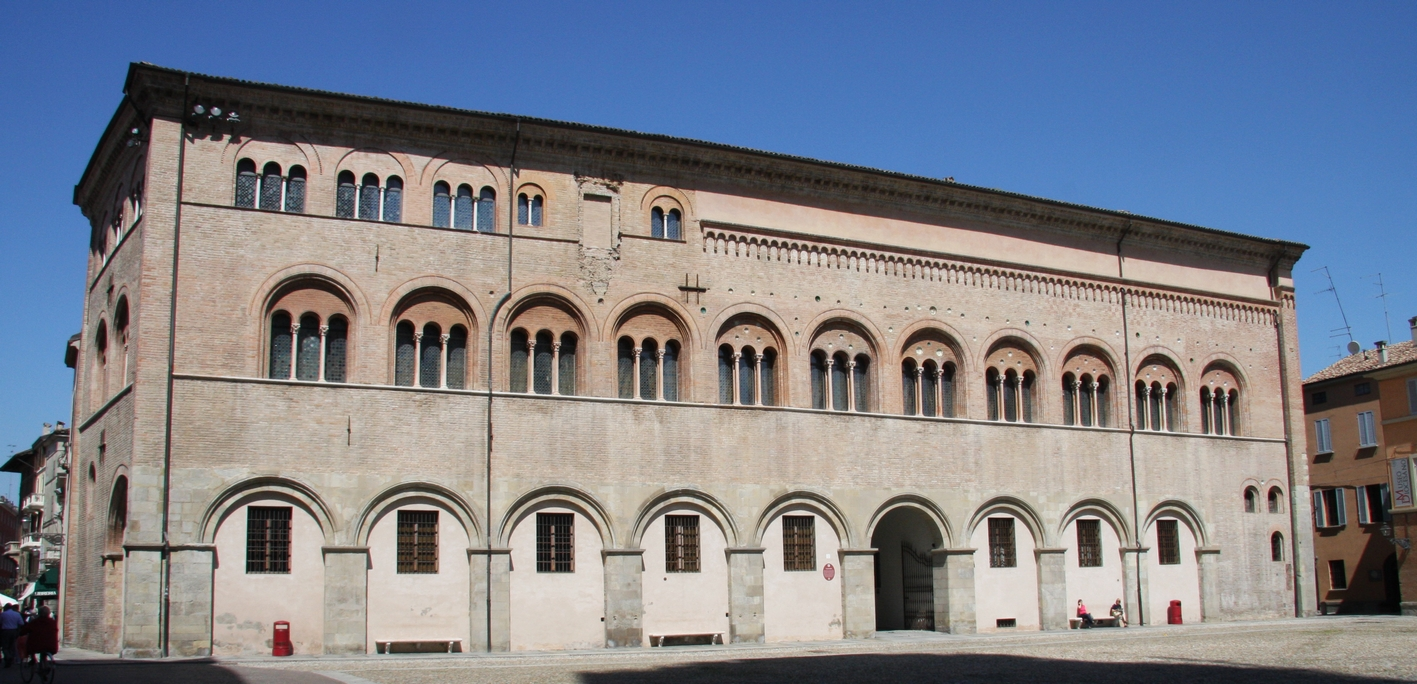
Biskupský palác
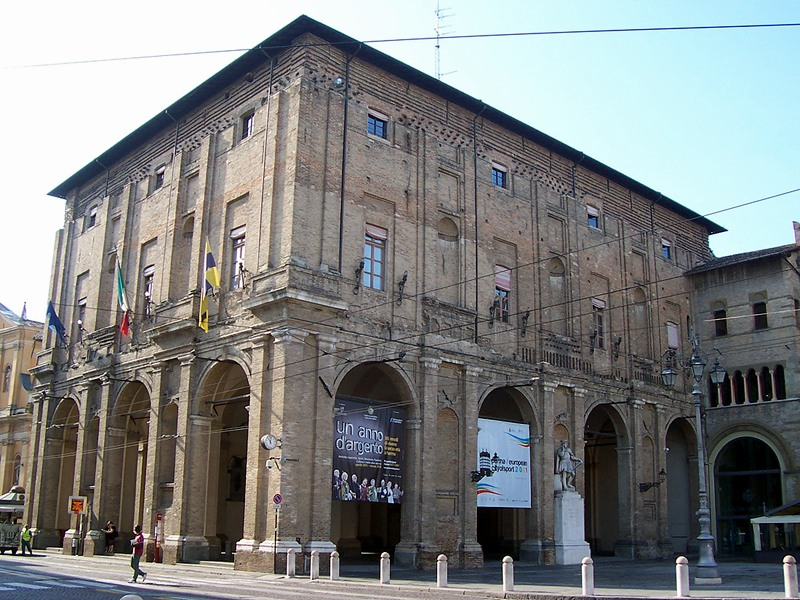
Stará radnice

## Vývoj počtu obyvatel

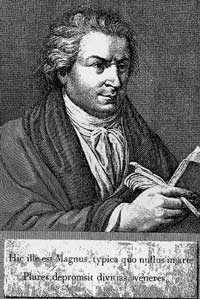
typograf Bodoni

Počet obyvatel

## Osobnosti
- Klement III. (vzdoropapež) (mezi 1020 a 1030–1100), vzdoropapež
- Parmigianino (1503–1540), malíř období manýrismu
- Alžběta Farnese (1692–1766), španělská královna, manželka Filipa V.
- Giambattista Bodoni (1740–1813), typograf, zakladatel parmské tiskárny
- Marie Luisa Habsbursko-Lotrinská, (1791–1814), francouzská císařovna, velkovévodkyně z Parmy
- Vittorio Bottego (1860–1897), cestovatel po Africe
- Arturo Toscanini (1867–1957), dirigent
- Lino Ventura (1919–1987), francouzsko-italský herec
- Bernardo Bertolucci (1941–2018), režisér
- Franco Nero (* 1941), herec

## Sport
V Parmě sídlí fotbalový klub Parma Calcio 1913.

## Partnerská města
- Bourg-en-Bresse, Francie
- Guadalajara, Španělsko
- Lublaň, Slovinsko
- Milwaukee, Wisconsin, USA
- Rosario, Argentina
- Š’-ťia-čuang, Čína
- Szeged, Maďarsko
- Tours, Francie
- Worms, Německo